# Émile Binet
Émile Binet, född 27 januari 1908, död 26 augusti 1958, var en friidrottare från Belgien. Han deltog vid olympiska sommarspelen 1928 och olympiska sommarspelen 1936.